# 北海狗
北方海狗（学名：Callorhinus ursinus），是海狮科的一种，生活在太平洋北部、白令海峡，是体型最大的海狗。

## 特征
雄性成年北方海狗长约2.1米，重达270公斤；雌性长约1.5米，重达140公斤。北方海狗幼崽出生时重为4-5公斤左右，4个月大时约为16公斤。
雄性海狗与雌性海狗的区别在于，雌性毛皮颜色较浅，且雄性颈部毛更浓密。新生海狗毛皮呈黑色，并会在一年内转为与成年海狗相同的灰棕色；其牙齿细小，且必须在持续稳定的抚养下才会继续生长——即，无论何时停止对新生海狗的抚养，其牙齿便暂停生长。
北方海狗是恒温动物。但由于极地的寒冷气候，海狗必须借助其厚厚的皮毛（一年褪一次）及一层约5公分厚的皮下脂肪进行保暖。海狗还长有长而敏感的胡须，以此来感知四周是否存在食物或天敌。海狗的另一外形特征是其鳍状肢，这使它们得以成为快速而优雅的泳者。成年海狗的鳍状肢长约45公分長，宽约15公分。
海狗的视觉和听觉都很敏锐，但嗅觉欠佳。这也许是因为其居住地的寒冷气候限制了气味的传播，从而造成其嗅觉退化。

## 生活环境
北方海狗生活在太平洋北部。它们每年都会向南游至加利福尼亚中部海岸，之后再返回北太平洋。这一洄游过程要用去8个月，途中它们始终与海岸保持至少10英里的距离，从不上岸，无人知晓其中缘由。
在不迁徙的时间里，北方海狗一般栖居在位于阿拉斯加与西伯利亚之间的普里比洛夫群岛及科曼多爾群島。这一区域也生活着海象、鲸、独角鲸、北极熊、章鱼、鱿鱼、其它种类的鳍足动物，以及品种繁多的鸟类和鱼类。其中，有些是海狗的天敌，比如：鲨鱼、北极熊、和虎鲸都以海狗为食。但，鳍足动物最大的掠食者还是人类。人们为了获得它们的毛皮、肉、或油脂而猎杀它们，即使在大多数地区这是违反法律的。

## 活动
北方海狗在陆地上前行及游泳的能力是与生俱来的。它们十分擅长游泳，出生不久后，便能以每小时25公里的速度持续游5分钟，并能潜至水下72米深。
北方海狗在陆地上行动笨拙，但并没有真海豹那样笨拙。其原因在于，前者的鳍状肢更大些，因而速度最快可达每小时8.5公里。
海狗是群居动物，迁徙时也是成群结队的。北方海狗每年要花费8个月时间，在白令海与加利福尼亚中部海岸间迁徙，其间从不上岸。剩下来的4个月时间则用来交配、繁殖及养育后代。

## 繁殖
每年春季，海狗们来到位于海滩或岛屿上的群栖地(rookery)进行交配并产崽。北方海狗的群栖地一般在普利比洛夫群岛或指挥官群岛上。有趣的是，每只海狗都会回到自己所出生的岛屿上寻找配偶。它们通过太阳的位置与海水散发的气味，找到正确的岛屿。
雄性海狗一般在五月末到达群栖地。它们会为争夺领地而咆哮、继而打鬥。如果咆哮并没能赶走对方，它们就会互相进攻、大干一场，但多半不会打鬥至死。
领地争端平息之后，雌性海狗就到达群栖地了，此时大约是七月初。上岸后，它们会各自加入某个雄性海狗的一雄多雌集团(harem)。这一集团中有少则3隻、多则40隻雌性海狗。交配后，雌海狗会在第二年产崽。
雌性海狗5岁开始具备生殖能力，此后通常每年都会生育，直至25岁——而它们的寿命却可能有四十多年。
海狗的怀孕期是12个月，但胚胎在卵子受精后的头5个月内并不发育。这确保了小海狗能在群栖地出生，而不是在海里。通常情况下母海狗每胎产一仔，但偶尔也有一胎产两仔。
幼崽出生后，起初皮毛是黑色的。它们的母亲在照料它们一两天后必须下海捕食，以恢复体力。随后，母海狗会回来照料幼崽多天，然后再度下海捕食。这一模式会持续4到6周。母海狗是靠气味和叫声来分辨幼崽，并回到其身边的。
每年，都有大约半数的海狗幼崽在出生不久后夭折。有些是被群栖地的其它海狗踩死的，另一些死于钩虫病(hookworm) 或其它感染。

## 捕食
海狗是食肉动物。它们的食物来源十分广泛，但主要还是鱼和鱿鱼。捕食鱼类时，海狗会潜入水下，悄悄地跟在猎物的后面，随后咬住猎物。海狗无法咀嚼，因此它们不是直接吞下食物，就是把食物撕成小块后吞下。
海狗一般在傍晚时捕食，这在一定程度上使它们避开了它们的天敌(鲨鱼、鲸、北极熊等)。后者很少在这一时间段内出没；且此时光线昏暗，海狗不易被发现。